# 아시안 하이웨이 30호선

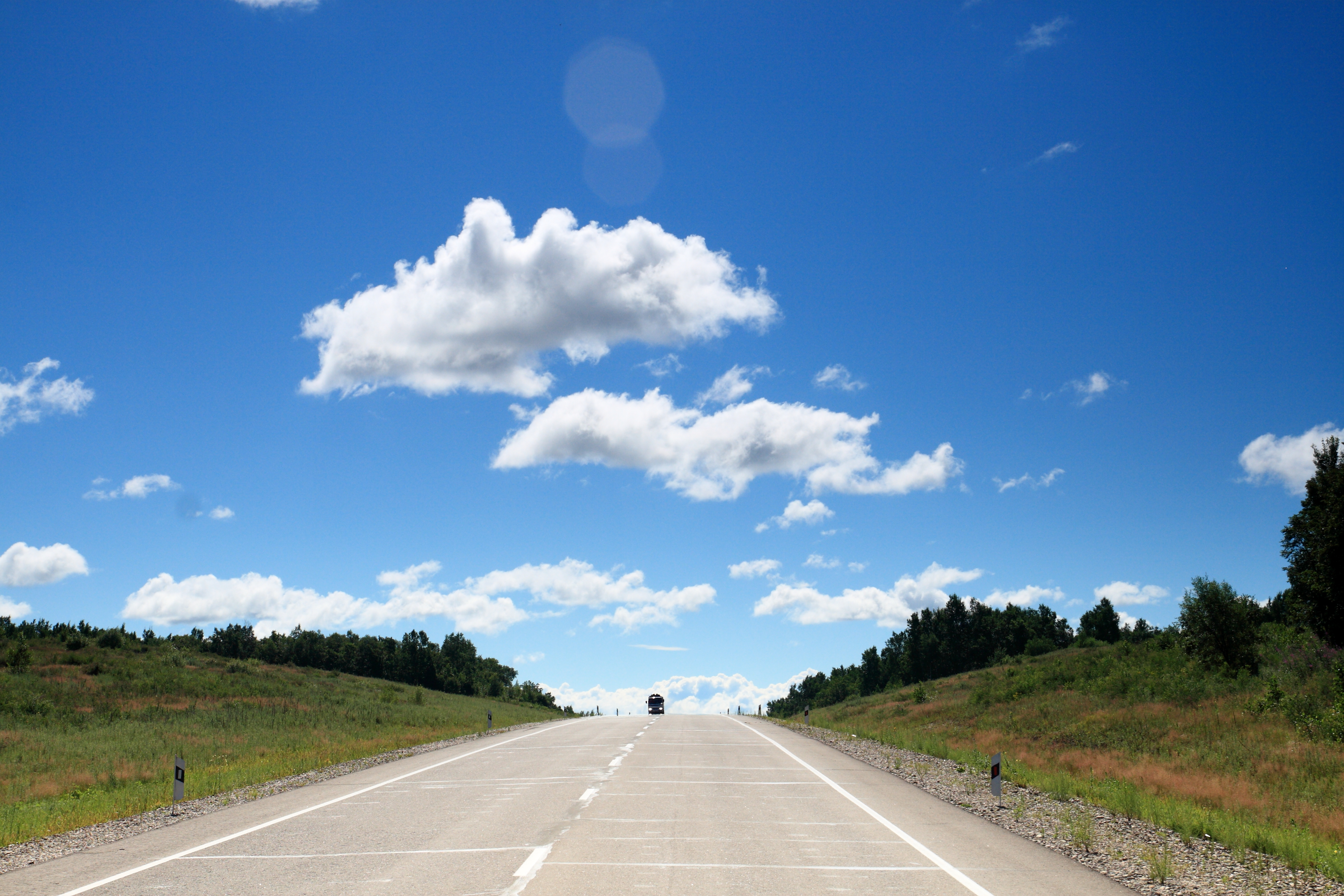
아무르 고속도로가 부레이스키 군에 관통되어 있는 모습.

아시안 하이웨이 30호선()은 러시아의 우수리스크에서 출발, 벨로고르스크를 거쳐, 치타까지 이어주는 고속도로이자 아시안 하이웨이의 노선망이다. 그러나 이 고속도로는 전 구간이 러시아에만 종단하게 되어 있는 형태를 띠고 있다. 그래서 이 도로가 아무르강을 건너는 특색을 두고 있고, 이와 더불어 러시아 연방 고속도로 제297호선을 이어주는 특이 사항을 가지고 있다.

## 경유지
경유지는 전 구간 모두 러시아에 관통되며, 우수리스크에서 하바롭스크 사이의 641 km(398 mi) 구간은 M60 간선도로(A370)와 연결되며, 하바롭스크에서 종점인 벨로고르스크까지의 2,144km (1,332 mi) 구간은 러시아 연방 고속도로 제297호선과 직접 연결된다. 그러나 일본 정부에서는 해당 도로를 현재의 기존 종점인 우수리스크에서 블라디보스토크를 거쳐 니가타시까지 페리로 연결한 뒤, 다시 육로를 통해 도쿄도까지 연장하겠다는 구상안을 제안하고 있으나 아시안 하이웨이 5호선, 아시안 하이웨이 6호선과 함께 무산되었던 것으로 보인다.

## 분기점
- AH6 : 우수리스크, 치타
- AH31 : 벨로고르스크

## 같이 보기
- 아시안 하이웨이 6호선
- 아시안 하이웨이